# Jembangan (Batangan)
Jembangan is een bestuurslaag in het regentschap Pati van de provincie Midden-Java, Indonesië. Jembangan telt 2063 inwoners (volkstelling 2010).